# Диадемовая ржанка
Диадемовая ржанка (лат. Phegornis mitchellii) — вид птиц из семейства ржанковых. Единственный вид в одноимённом роде Phegornis. Положение вида среди других ржанок неопределенное. В исследовании 2010 года предполагается, что он может иметь отношение к австралийским ржанковым. Вид малоизучен и редко отмечается наблюдателями. МСОП присвоил ему статус NT.

## Описание
Диадемовая ржанка — небольшая ржанка длиной от 16,5 до 19 см и массой от 28 до 46 г. Половой диморфизм не выражен. Лицо у взрослых особей чёрное с широкой белой надбровной дугой, которая доходит до затылка. Макушка чёрная, затылок рыжеватый. Верхняя часть тела тёмно-коричневато-серого цвета, а надхвостье и кроющие перья хвоста черные. Хвост чёрный с белыми кончиками перьев. Горло белое. Грудь, брюхо и бока с чёрными и белыми полосами, а  кроющие перья на брюхе и подхвостье белые без отметин. Слегка изогнутый клюв чёрного цвета. Ноги и ступни оранжевые.  Молодые особи гораздо бледнее взрослых. У них верхняя часть тела в основном коричневато-серая с коричными крапинками и полосочками. Надбровные дуги сероватые, а затылок с коричневыми или рыжевато-коричневыми отметинами.

## Распространение
Обитают птицы в Андах, от Аргентины и Чили через Боливию до Перу. Встречаются на высоте от 2850 до 5000 метров над уровнем моря.

## Биология
В кладке 2 яйца.